# Villebichot
Villebichot är en kommun i departementet Côte-d'Or i regionen Bourgogne-Franche-Comté i östra Frankrike. Kommunen ligger i kantonen Nuits-Saint-Georges som tillhör arrondissementet Beaune. År 2022 hade Villebichot 403 invånare.

## Befolkningsutveckling
Antalet invånare i kommunen Villebichot
Referens:INSEE